# 1953 na rádio
Nesta página encontrará referências aos acontecimentos directamente relacionados com a rádio ocorridos durante o ano de 1953.

## Eventos
Emilinha Borba vence o concurso de Rainha do Rádio

## Nascimentos
| Data          | Nome           | Profissão               | Nacionalidade | Observações | Ref |
| ------------- | -------------- | ----------------------- | ------------- | ----------- | --- |
| 16 de janeiro | Artur Albarran | jornalista e empresário | Portugal      |             |     |

## Mortes
| Data | Nome | Profissão | Nacionalidade | Observações | Ref |
| ---- | ---- | --------- | ------------- | ----------- | --- |